# Olchawa
Olchawa – wieś w Polsce położona w województwie małopolskim, w powiecie bocheńskim, w gminie Nowy Wiśnicz. znajduje się w dolinie potoku Polanka na Pogórzu Wiśnickim.
W 1595 roku wieś położona w powiecie szczyrzyckim województwa krakowskiego była własnością kasztelana małogoskiego Sebastiana Lubomirskiego.
W latach 1975–1998 miejscowość administracyjnie należała do województwa tarnowskiego.

## Części wsi
| SIMC    | Nazwa    | Rodzaj    |
| ------- | -------- | --------- |
| 0824994 | Ćków     | część wsi |
| 0824971 | Dworskie | część wsi |
| 0824988 | Działy   | część wsi |

## Historia
Olchawa powstała około roku 1340 na miejscu dawnego lasu przynależnego do Doluszyc, w tym czasie zaczęto wznosić też drewniany kościół dla erygowanej tam parafii. Wzniesiona świątynia pod wezwaniem św. Marcina była kryta gontem, posiadała na froncie wieżę dzwonniczą, przez którą wchodziło się do wnętrza. Wokół świątyni znajdował się cmentarz oraz plebania, która przebudowana przetrwała do XX wieku. Kronika Olchawy potwierdza, że jeden z obrazów w ołtarzu głównym w kościele wiśnickim pochodzi z kościoła olchawskiego. Od 1395 roku we wsi istnieje urząd sołtysa, w tym roku bowiem wieś otrzymała prawa niemieckie.

W grudniu 1898 roku wieś Kopaliny i Olchawę nabył od prof. dr Maurycego Straszewskiego Tytus Meyssner z Wieruszyc (wnuk Ferdynanda Lubicz-Meysnera, kapitana wojsk Królestwa Polskiego, syn Anastazego)., zastępca prezesa Rady powiatowej bocheńskiej, za 200 000 złr.

## Varia
- Podczas I wojny światowej we wsi przez krótki czas stacjonowała sotnia kozacka. Oddział został ostrzelany przez artylerię austro-węgierską. Spłoszone konie, próbując zerwać lejce, uszkodziły drewniane budynki, do których były przywiązane.
- W Olchawie mieszkała rodzina rzeźbiarzy ludowych: Wawrzyniec Golonka (1872–1943) i Franciszek Golonka (1898-1978). Ich prace można oglądać do dziś w muzeach w Bochni i Krakowie. Zachowały się nieliczne kapliczki przydrożne ich autorstwa.[13]
- W Olchawie można oglądać tzw. Pańską Górę, na której pozyskiwano przez lata piaskowiec – także metoda strzałową. Dziś zarośnięty kamieniołom jest słabo widoczny od strony drogi łączącej Olchawę z Królówką.
- Do lat 70. XX wieku droga łącząca Nowy Wiśnicz z Królówką była drogą szutrowo-gruntową.
- Olchawa, choć w znacznej części leży w niecce, i okresowo bywała zalewana przez miejscowy strumień Polankę (zwaną tutaj też Olchawką), zmaga się z niskim poziomem wód gruntowych. Podobny problem występuje w całym pasie południowej Małopolski.
- Z Olchawy można przejść drogą leśną, w części zarośniętą, do Bochni. Droga ta jest znacznie krótsza od trasy prowadzącej drogą asfaltową. Droga ta była popularna wśród mieszkańców jeszcze w latach 50. gdy nie było regularnej komunikacji z Bochnią.
- We wsi działa szkoła podstawowa – niedaleko od niej (ok, 200 m), po skosie w prawo, po drugiej stronie drogi znajdowała się plebania, która była ostatnią pozostałością po zabudowaniach dawnego kościoła parafialnego. Dawniej droga biegła właśnie koło plebanii, skręcając ostro na południe w kierunku dzisiejszej szkoły.[10]